# Ana Maria Savu
Ana Maria Savu z domu Dragut (ur. 24 lutego 1990 w Darabani) – rumuńska piłkarka ręczna.

## Życiorys
Grała w klubach: H.C. Dunarea Braila (2009/2010, 2010/2011), H.C. Zalau (2017/2018), SCM Ramnicu Valcea (2018/2019) i SCM Gloria Buzău (2021/2022). W 2017 była członkinią reprezentacji Rumunii w piłce ręcznej kobiet.
W 2018 otrzymała nagrodę Prosport Best Right Back w rumuńskiej Liga Națională.